# Sant Ponç de Mauchins
Sant Ponç de Mauchins (en francès Saint-Pons-de-Mauchiens) és un municipi occità del Llenguadoc, situat al departament de l'Erau i a la regió d'Occitània.